# عيصلانية
عَيْصلانية (الاسم العلمي: Anthericum)، جنس نباتات معمرة جذمورية من فصيلة الهليونية، وفُصيلة باهراوات. يضم الجنس حوالي 65 نوعًا. وقد وضع الجنس سابقًا في فصيلة خاصة به، العيصلانيات (Anthericeae). يوجد أعضاء هذا الجنس بشكل رئيسي في المناطق الاستوائية وجنوب إفريقيا ومدغشقر ، ويوجد أيضًا في أوروبا.